# Qua la zampa (serie televisiva)
Qua la zampa (Dog House) è una serie televisiva canadese in 25 episodi trasmessi per la prima volta nel corso di una sola stagione dal 1990 al 1991.

## Personaggi e interpreti
- Richie Underwood, interpretato da Jaimz Woolvett.
- Helen Underwood, interpretata da Shelley Peterson.
- Annabelle Underwood, interpretata da Valentina Cardinalli.
- Timmy Underwood, interpretato da Jonathan Shapiro.
- Ted Sheppard, interpretato da Barry Flatman.
- Lorne Glickman, interpretato da David Bronstein.
- Iris Slack, interpretato da Kay Tremblay.
- Bambi Bernhardi, interpretata da Claire Cellucci.
- Cindy Claire, interpretata da Natalie Gray.

## Produzione
La serie fu prodotta da Paragon Entertainment Corporation. Le musiche furono composte da Lou Pomanti. Tra i registi della serie è accreditato Perry Rosemond.

## Distribuzione
La serie fu trasmessa in Canada dal 21 ottobre 1990 al 19 maggio 1991 sulla rete televisiva YTV. In Italia è stata trasmessa su Italia 1 e poi su reti locali con il titolo Qua la zampa.
Alcune delle uscite internazionali sono state:
- Canada il 21 ottobre 1990 (Dog House)
- in Francia il 1º febbraio 1992
- in Spagna (La casita del perro)
- in Italia (Qua la zampa)

## Episodi
| Stagione       | Episodi | Prima TV Canada |
| -------------- | ------- | --------------- |
| Prima stagione | 25      | 1990-1991       |